# Waverly (Illinois)
Waverly és una població dels Estats Units a l'estat d'Illinois. Segons el cens del 2000 tenia 1.346 habitants.

## Demografia
Segons el cens del 2000, Waverly tenia 1.346 habitants, 576 habitatges, i 365 famílies. La densitat de població era de 504,6 habitants/km².
Dels 576 habitatges en un 26,4% hi vivien nens de menys de 18 anys, en un 54% hi vivien parelles casades, en un 8,2% dones solteres, i en un 36,6% no eren unitats familiars. En el 30,9% dels habitatges hi vivien persones soles el 17,2% de les quals corresponia a persones de 65 anys o més que vivien soles. El nombre mitjà de persones vivint en cada habitatge era de 2,34 i el nombre mitjà de persones que vivien en cada família era de 2,96.
Per edats la població es repartia de la següent manera: un 24,3% tenia menys de 18 anys, un 6,9% entre 18 i 24, un 25% entre 25 i 44, un 23,9% de 45 a 60 i un 19,8% 65 anys o més.
L'edat mediana era de 40 anys. Per cada 100 dones de 18 o més anys hi havia 83,6 homes.
La renda mediana per habitatge era de 36.111 $ i la renda mediana per família de 45.938 $. Els homes tenien una renda mediana de 31.055 $ mentre que les dones 23.050 $. La renda per capita de la població era de 18.205 $. Aproximadament el 6,9% de les famílies i el 8% de la població estaven per davall del llindar de pobresa.

## Poblacions més properes
El següent diagrama mostra les poblacions més properes.